# تاكلوبان

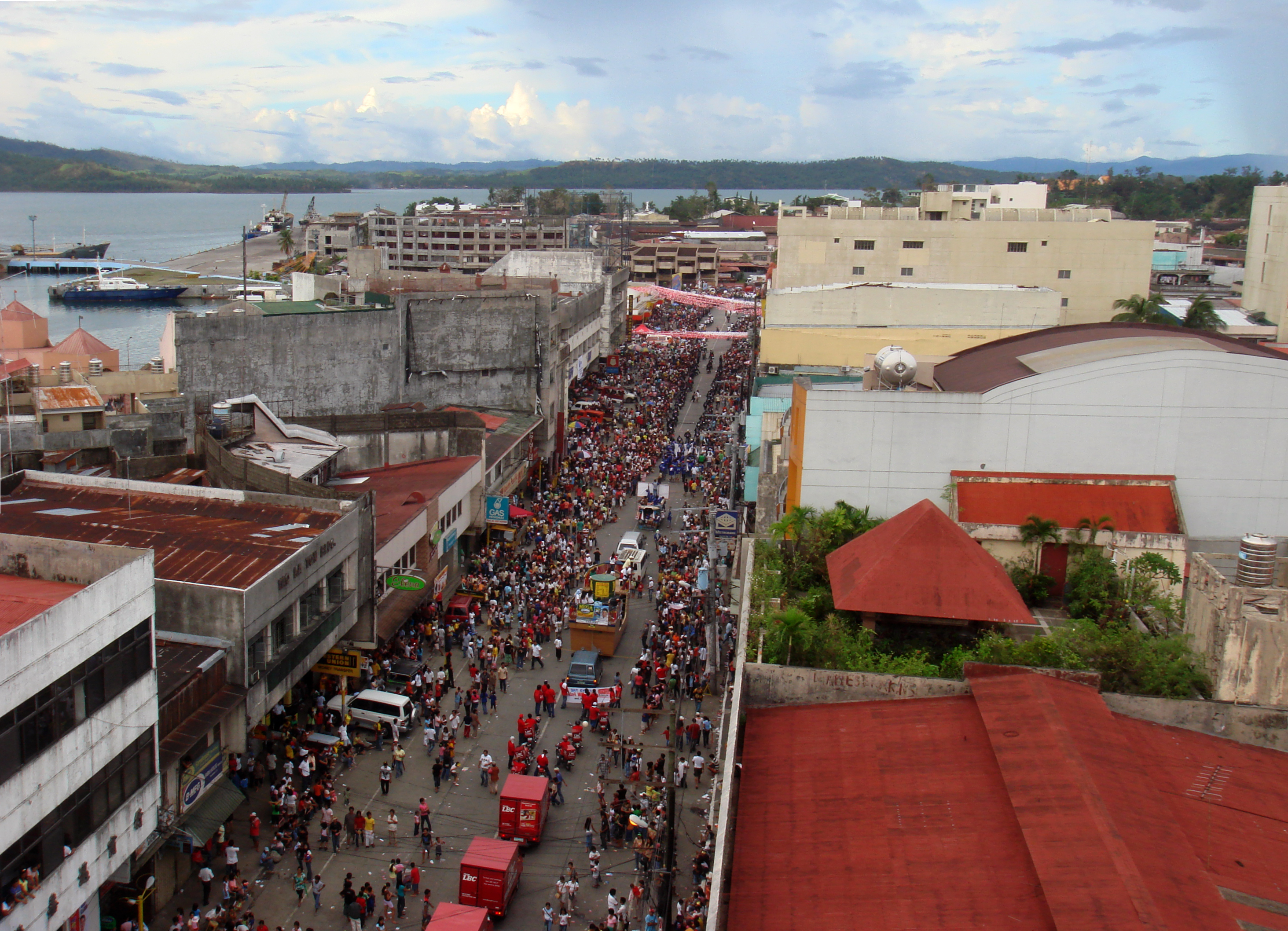
مدينة تاكلوبان.

مدينة تاكلوبان (بالإنجليزية: Tacloban City)‏ هي مدينة ساحلية وميناء بحري تبعد نحو 360 ميلا جنوب شرقي مانيلا عاصمة جمهورية الفليبين. وهي أول مدينة في الفيزاياس الشرقي تصنف كمنطقة حضرية، وقد تأسست بلديتها في 20 يونيو 1952.
كما أنها عاصمة مقاطعة ليتة الفليبينية. وتعتبر أكبر مدن المنطقة ومن أقل المدن الفليبينية من حيث معدلات الفقر، وأكثرها سرعة في النمو الاقتصادي، ويصل دخلها السنوي قرابة 500 مليون بيزوس فليبيني. كما كانت لفترة وجيزة مقر حكومة كومنولث الفليبين في الفترة بين 20 أكتوبر 1944 إلى 27 فبراير 1945.

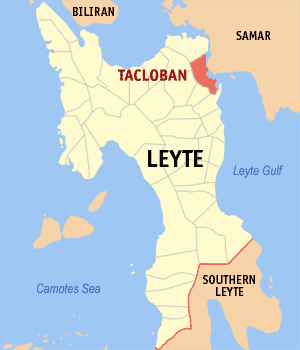
موقع ليتة ويبدو موقع مدينة تاكلوبان.

تاكلوبان تقع على خليج كاناكاباتو في ممر سان خوانيسيو الذي يفصل بين جزيرتي ليتة وسمر.

## ديموغرافيا
استنادا إلى نتائج رسمية صدرت في 1 أغسطس 2007 فقد بلغ عدد سكان مدينة تاكلوبان 217,199 نسمة مرتفعا من 178,639 في عام 2000.
تنتشر لغة الواري واري بين سكان المدينة، كما يطلق على اللغة رسميا تسمية «ليتة-سمرانون».
وقبل عقد من انتهاء الحكم الإسباني على المنطقة، كان هناك انتشار لمواطنين إسبان في المدينة، وحاليا فغالبية السكان هم من «الليتينيوس» Leyteños الأصليين، إضافة إلى خليط من أعراق إسبانية وصينية.

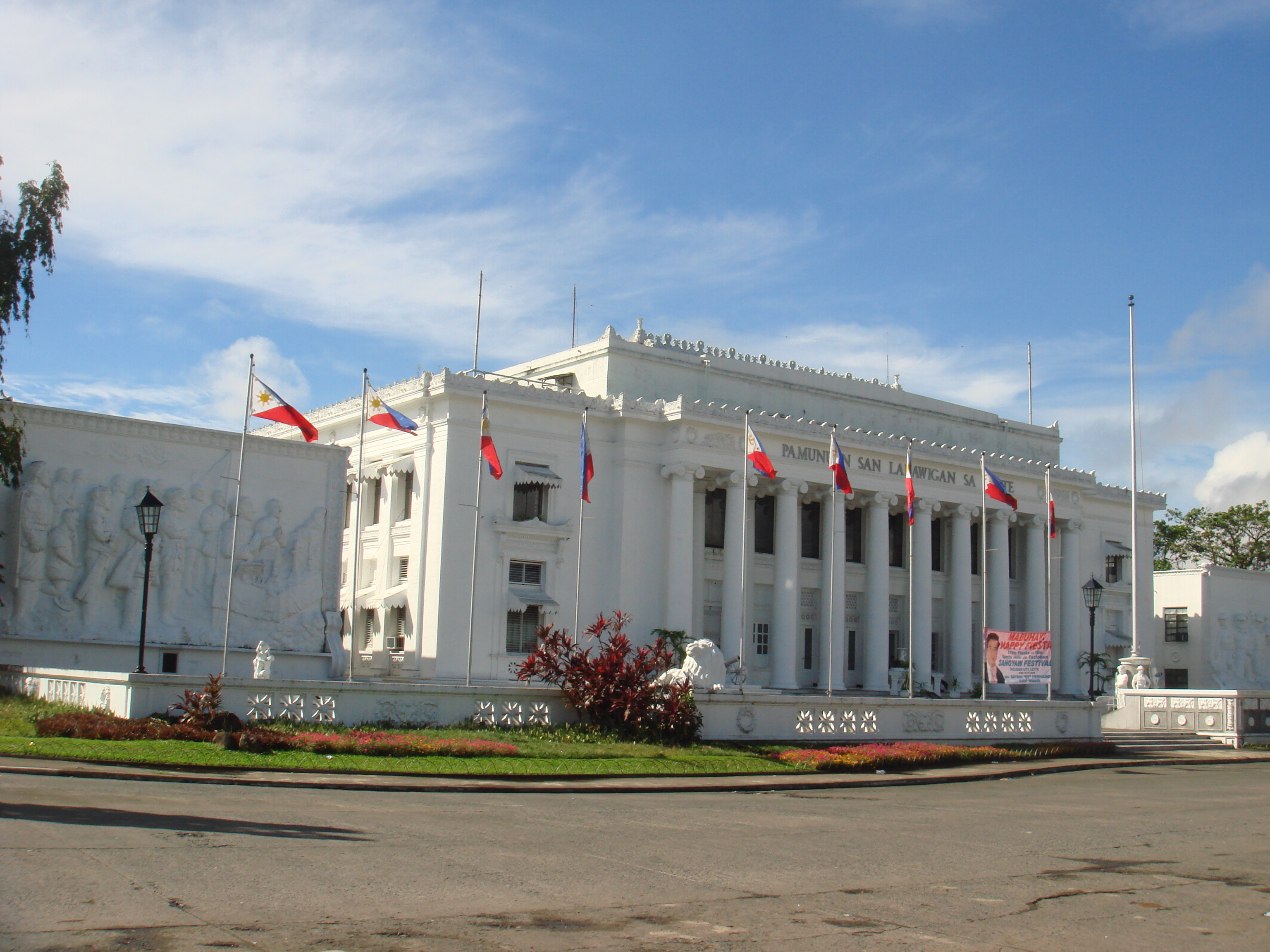
مبنى مقاطعة ليتة
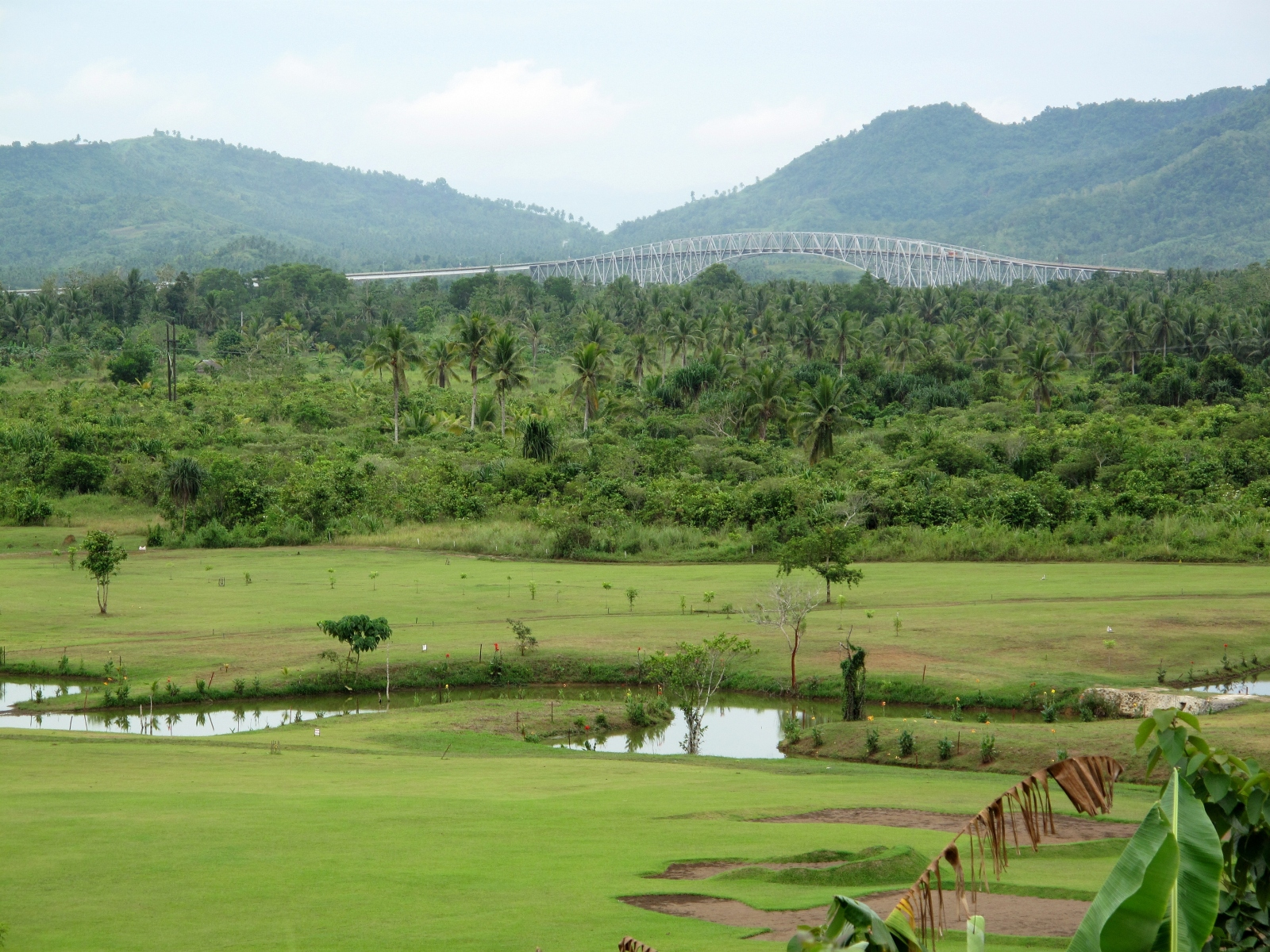
نادي غولف سان خوانيسيو